# 佐志町
佐志町（さしちょう）は、佐賀県東松浦郡にあった町。現在の唐津市の一部にあたる。

## 地理
東松浦半島の東部に位置していた。
- 海洋：唐房湾（唐津湾）[2]
- 河川：佐志川[2]

## 歴史
- 1889年（明治22年）4月1日、町村制の施行により、東松浦郡唐房村、佐志村、浦村、鳩川村、枝去木村が合併して村制施行し、佐志村が発足[1][2]。旧村名を継承した唐房、佐志、浦、鳩川、枝去木の5大字を編成[2]。
- 1935年（昭和10年）9月1日、町制施行し佐志町となる[1][2]。
- 1941年（昭和16年）11月3日、唐津市に編入され廃止[1][2]。編入後、唐津市大字唐房・佐志・浦・鳩川・枝去木となる[2]。

### 地名の由来
神功皇后の朝鮮出兵の際に、当地で大陸の方向を指したことから。

## 産業
- 農業、商業、工業[2]

## 教育
- 1891年（明治24年）黒崎小学校開校[2]。1941年（昭和16年）佐志小学校に改称[2]。